# I.Ae. 30 Ñancú
I.Ae. 30 "Ñancú" là một loại máy bay tiêm kích hai động cơ piston của Argentina, do Instituto Aerotécnico (AeroTechnical Institute) thiết kế vào cuối thập niên 1940, nó khá giống với de Havilland Hornet.

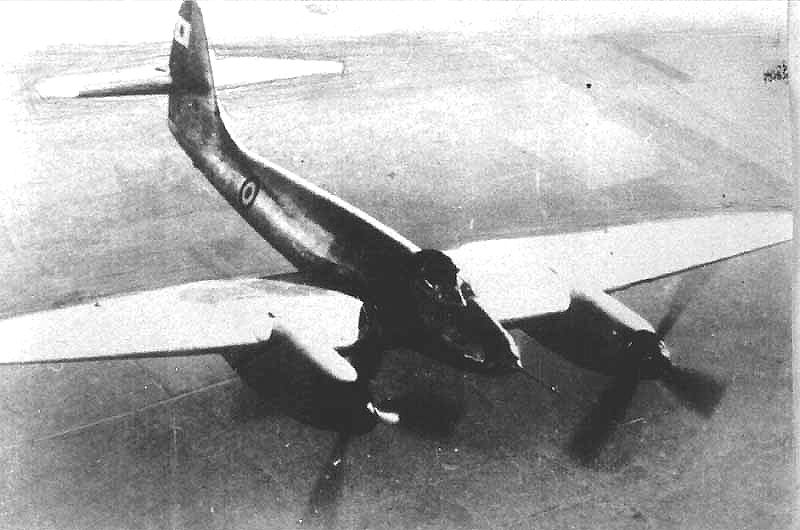
I.Ae.30 Ñancú, 1948

## Biến thể
I.Ae 30 Nancu
Project 1
Project 2

## Tính năng kỹ chiến thuật (I.Ae. 30)
Đặc tính tổng quan
- Kíp lái: 1
- Chiều dài: 11,52 m (37 ft 10 in)
- Sải cánh: 15 m (49 ft 3 in)
- Chiều cao: 5,16 m (16 ft 11 in)
- Diện tích cánh: 35,32 m2 (380,2 foot vuông)
- Trọng lượng rỗng: 6.208 kg (13.686 lb)
- Trọng lượng có tải: 7.600 kg (16.755 lb)
- Động cơ: 2 × Rolls-Royce Merlin 604 , 1.342 kW (1.800 hp) mỗi chiếc

Hiệu suất bay
- Vận tốc cực đại: 740 km/h (460 mph; 400 kn)
- Vận tốc hành trình: 500 km/h (311 mph; 270 kn)
- Tầm bay: 2.700 km (1.678 mi; 1.458 nmi)
- Thời gian bay: 5 h 25 phút
- Trần bay: 8.000 m (26.247 ft)
- Tải trên cánh: 215 kg/m2 (44 lb/foot vuông)
- Công suất/khối lượng: 0,353 kW/kg (0,215 hp/lb)

Vũ khí trang bị

- 6 × súng máy 20 mm
- 1 × bom 250 kg
- 10 × rocket